# Elasmus margipostscutellum
Elasmus margipostscutellum är en stekelart som beskrevs av Girault 1915. Elasmus margipostscutellum ingår i släktet Elasmus och familjen finglanssteklar. Inga underarter finns listade i Catalogue of Life.